# Pierre Courcel
Pour les articles homonymes, voir Courcel.
Ne doit pas être confondu avec Pierre Courcelle.
Pierre Courcel, nom de plume de Roger Jean Valentin Tribot, né le 26 octobre 1923 à Paris et mort le 9 mai 2002 au Plessis-Robinson, est un écrivain français, auteur de roman policier, de roman d'espionnage et de roman d'anticipation.

## Biographie
Il fait des études de droit, travaille au ministère du Travail, puis au ministère de l'Information. Un temps journaliste, il se consacre ensuite à l'écriture. Utilisant plusieurs pseudonymes, il écrit des contes, des nouvelles, du théâtre radiophonique et des romans feuilletons. 
En 1963, il publie son premier roman, Le Pont sur le gouffre, dans la collection Spécial Police du Fleuve noir. Il fait paraître dans cette collection soixante-trois romans policiers jusqu'en 1983. Auteur prolifique, il écrit également quarante romans d'espionnage parus dans la collection Espionnage du Fleuve noir. Il crée le personnage de Rex Baxter, surnommé Le Délégué, un agent de la CIA, héros de vingt-cinq romans. Il aborde également la science-fiction avec trois romans d'anticipation dans la collection Fleuve Noir Anticipation.

## Œuvre

### Romans policiers
Tous publiés dans la collection Spécial Police du Fleuve noir :
- Le Pont sur le gouffre, no 338 (1963)
- Le Meurtrier aux mains vides, no 387 (1964)
- Assassin par intérim, no 413 (1964)
- La Chansonnette, no 439 (1964)
- Ces morts qui m'accusent, no 450 (1965)
- Les Mailles du filet, no 467 (1965)
- La Haine qui rôde, no 483 (1965)
- Un goût de fièvre, no 504 (1966)
- Facture en souffrance, no 527 (1966)
- Mirage pour un pantin, no 549 (1966)
- La Valse des joyaux, no 575 (1967)
- Retour grinçant, no 591 (1967)
- Conduite tous risques, no 621 (1967)
- Le Tueur anonyme, no 645 (1967)
- Défaut d'assistance, no 663 (1968), réédition no 1717 (1982)  (ISBN 2-265-01927-5)
- La Morte du ravin, no 681 (1968)
- Vengeance à long terme, no 700 (1969), réédition no 1800 (1983)  (ISBN 2-265-02260-8)
- Le Camp des violences, no 723 (1969)
- Droit de succession, no 743 (1969)
- Pas de regrets pour Bruno, no 769 (1970)
- La Maison du mort, no 812 (1970)
- Par personnes interposées, no 818 (1970)
- Coups de sang, no 859 (1971)
- De taille à se défendre, no 886 (1971)
- Une mort de trop, no 906 (1971)
- Enjeu maximum, no 946 (1972)
- Jours de crise, no 970 (1972)
- Convoitises, no 993 (1972)
- Quand le destin bascule, no 1027 (1973)
- L'Esprit de l'escalier, no 1048 (1973)
- Rendez-vous avec la mort, no 1062 (1973)
- Les Bons Amis, no 1073 (1973)
- Affaires de famille, no 1092 (1974)
- Ombres jalouses, no 1109 (1974)
- Occasion à saisir, no 1139 (1974)
- Dernière Revanche, no 1161 (1975)
- Les Poids morts, no 1186 (1975)
- Le Mauvais Cap, no 1205 (1975)
- Les Deux Pigeons, no 1217 (1975)
- Quatre femmes et du sang, no 1251 (1976)  (ISBN 2-265-00010-8)
- La Revancharde, no 1274 (1976)  (ISBN 2-265-00099-X)
- Au virage, no 1283 (1976)  (ISBN 2-265-00134-1)
- Un mort sur le sable, no 1299 (1976)  (ISBN 2-265-00215-1)
- La Langue trop longue, no 1322 (1977)  (ISBN 2-265-00303-4)
- Chasse à l'héritière, no 1342 (1977)  (ISBN 2-265-00389-1)
- Le Coin du bois, no 1356 (1977)  (ISBN 2-265-00440-5)
- À trop jouer avec le feu, no 1378 (1977)  (ISBN 2-265-00527-4)
- Remise en question, no 1398 (1978)  (ISBN 2-265-00616-5)
- Esprit de fuite, no 1411 (1978)  (ISBN 2-265-00676-9)
- Manœuvres d'étranglement, no 1450 (1978)  (ISBN 2-265-00811-7)
- Un mort si charmeur, no 1485 (1979)  (ISBN 2-265-00973-3)
- L'Épreuve du passé, no 1529 (1979)  (ISBN 2-265-01151-7)
- Tournée des chèques, no 1557 (1980)  (ISBN 2-265-01265-3)
- Cher le carat, no 1566 (1980)  (ISBN 2-265-01287-4)
- De l'or et du sang, no 1593 (1980)  (ISBN 2-265-01424-9)
- Pigeon sur mesure, no 1615 (1980)  (ISBN 2-265-01515-6), réédition Édito-Service coll. « Les Classiques du crime » (1981)  (ISBN 2-8302-0400-X)
- Souviens-toi d'Osorno, no 1629 (1981)  (ISBN 2-265-01563-6)
- Une sacrée diablesse, no 1644 (1981)  (ISBN 2-265-01615-2)
- Le Motard de la mort, no 1656 (1981)  (ISBN 2-265-01669-1)
- Tel un torrent furieux, no 1669 (1981)  (ISBN 2-265-01747-7)
- Dénonciation anonyme, no 1693 (1981)  (ISBN 2-265-01861-9)
- Mortel Héritage, no 1728 (1982)  (ISBN 2-265-01974-7)
- Le Rescapé de Mexico, no 1787 (1983)  (ISBN 2-265-02182-2)

### Romans d'espionnage
Tous publiés dans la collection Espionnage du Fleuve noir :

#### SérieLe Délégué
- Pleins pouvoirs au Délégué no 1003 (1972)
- Le Délégué à Mexico no 1026 (1973)
- Les Atouts du Délégué no 1039 (1973)
- Piégez le délégué no 1059 (1973)
- Le Rapt du Délégué no 1090 (1973)
- La Course du Délégué no 1111 (1974)
- Le Délégué passe un marché no 1127 (1974)
- Une blonde pour le Délégué no 1144 (1974)
- Les Comptes du Délégué no 1162 (1975)
- Casse-tête pour le Délégué no 1172 (1975)
- Le Délégué et les Ombres noires no 1211 (1975)
- La Revanche du Délégué no 1219 (1975)
- Nuits chaudes pour le Délégué no 1233 (1976)
- Les Cibles du Délégué no 1250 (1976)
- Le Délégué va jusqu'au bout no 1260 (1976)  (ISBN 2-265-00042-6)
- Le Délégué limite les dégâts no 1303 (1976)  (ISBN 2-265-00209-7)
- Jouez serré, Délégué ! no 1321 (1977)  (ISBN 2-265-00265-8)
- L'Otage du Délégué no 1336 (1977)  (ISBN 2-265-00357-3)
- Qui triche, Délégué ? no 1362 (1977)  (ISBN 2-265-00436-7)
- Le Délégué et l'Insaisissable no 1373 (1977)  (ISBN 2-265-00493-6)
- Les Transfuges du Délégué no 1388 (1978)  (ISBN 2-265-00549-5)
- Le Délégué se méfie no 1408 (1978)  (ISBN 2-265-00639-4)
- La Parade du Délégué no 1442 (1978)  (ISBN 2-265-00778-1)
- Le Délégué dans la mêlée no 1470 (1979)  (ISBN 2-265-00928-8)
- Le Délégué et les Femmes voilées no 1493 (1979)  (ISBN 2-265-01069-3)

#### Autres romans d'espionnage
- Concession Caraïbes no 530 (1966)
- Pression sans merci no 565 (1966)
- Consignes de prudence no 597 (1966)
- Affrontements indirects no 620 (1967)
- Ligne frontière no 657 (1967)
- Surveillance permanente no 692 (1968)
- Le Passant de Berlin no 727 (1969)
- Intox pour tous no 752 (1969)
- Contacts spécialisés no 771 (1969)
- Tricheries à Madrid no 790 (1970)
- Échelon de destruction no 815 (1970)
- Ultime échange no 842 (1970)
- Le Prix du salut no 918 (1971)
- Immunité provisoire no 964 (1972)
- De bonne guerre no 985 (1972)

### Romans d'anticipation
Tous publiés dans la collection Fleuve Noir Anticipation du Fleuve noir :
- Équipages en péril no 415 (1970)
- Bases d'invasion no 454 (1971)
- Escales forcées no 487 (1972)

### Sources
: document utilisé comme source pour la rédaction de cet article.
- Claude Mesplède (dir.), Dictionnaire des littératures policières, vol. 1 : A - I, Nantes, Joseph K, coll. « Temps noir », 2007, 1054 p. (ISBN 978-2-910-68644-4, OCLC 315873251), p. 484-485